# يوتيوب ميوزيك
يوتيوب ميوزيك (بالإنجليزية: YouTube Music)‏ هي خدمة بث موسيقى طُوِّرت من قبل يوتيوب في 12 نوفمبر 2015. وهي شركة تابعة لجوجل. يوفر واجهة مخصصة للخدمة الخاصة ببث الموسيقى، مما يسمح للمستخدمين بتصفح الأغاني ومقاطع الفيديو الموسيقية على يوتيوب بناءً على الأنواع وقوائم التشغيل والتوصيات.
تقدم الخدمة أيضًا مستوى متميزًا، والذي يتيح التشغيل بدون إعلانات وتشغيل الصوت فقط في الخلفية وتنزيل الأغاني للتشغيل في وضع عدم الاتصال. يتم تقديم مزايا الاشتراك هذه أيضًا لمشتركي موسيقى جوجل بلاي ويوتيوب بريميوم. حلت الخدمة محل موسيقى جوجل بلاي كعلامة تجارية رئيسية لشركة جوجل لبث الموسيقى في 1 ديسمبر 2020.

## المميزات
يشمل توافر الموسيقى العديد من أغاني الفنانين المشهورين وعلى أي فيديو مصنف كموسيقى على خدمة يوتيوب.
تم تشغيل يوتيوب ميوزيك في البداية مع بداية موسيقى جوجل بلاي، ولكن تم إغلاق هذا الأخير في ديسمبر 2020. صرح مدير المنتج إلياس رومان في عام 2018 أنهم يهدفون إلى الوصول إلى تكافؤ الميزات مع موسيقى جوجل بلاي قبل ترحيل المستخدمين إليها، ولكن حتى 2021 هذا لم يتحقق.
في سبتمبر 2019، استبدلت يوتيوب ميوزيك موسيقى جوجل بلاي في حزمة خدمات جوجل للهاتف الموجودة على أجهزة أندرويد الجديدة. في مايو 2020، تم إصدار تحديث للسماح بالاستيراد من موسيقى جوجل بلاي، بما في ذلك الموسيقى المشتراة وقوائم التشغيل والمكتبات السحابية والتوصيات. لا تزال الخدمة تحتوي على نواقص أكثر من موسيقى جوجل بلاي، بما في ذلك عدم وجود خاصية لشراء الأغاني من المتجر، واشتراك يوتيوب ميوزيك بريميوم مطلوب من أجل مشاركة مكبرات الصوت في المكتبة السحابية مع مكبرات الصوت الذكية من جوجل نيست. صرحت جوجل بأنها خططت لمعالجة هذه «الفجوات» وغيرها في الميزات بين الخدمات قبل إيقاف موسيقى بلاي، ومع ذلك، لم تتم معالجة معظم الثغرات في الميزات في وقت الإغلاق.
تمت إضافة ميزة «الحفظ المسبق» للإصدارات القادمة في مايو 2020.

### الاشتراكات
تقوم الطبقة المجانية بتشغيل الأغاني في إصدار الفيديو الموسيقي الخاص بها حيثما أمكن ذلك. تقوم الطبقة المميزة بتشغيل المقطوعات الرسمية للألبوم، ما لم يبحث المستخدم عن إصدار الفيديو الموسيقي. يمكن لمشتركي يوتيوب ميوزيك بريميوم ويوتيوب بريميوم التبديل إلى وضع الصوت فقط الذي يمكن تشغيله في الخلفية أثناء عدم استخدام التطبيق. لا تسمح الطبقة المجانية بوضع الصوت فقط مع تشغيل الخلفية حيث تعرض إعلانات الفيديو.
| الاشتراك              | الإعلانات    | التجاوز   | وضع عدم الاتصال | التشغيل في الخلفية | جودة الصوت |
| --------------------- | ------------ | --------- | --------------- | ------------------ | ---------- |
| مجاني                 | يوجد إعلانات | غير محدود | يوتيوب جو فقط   | غير مدعوم          | 128 ك.ب/ث  |
| يوتيوب ميوزيك بريميوم | لا يوجد      | غير محدود | متوفر           | متوفر              | 256 ك.ب/ث  |
| يوتيوب بريميوم        | لا يوجد      | غير محدود | متوفر           | متوفر              | 256 ك.ب/ث  |

## التوافر الجغرافي

البلدان التي يتوفر فيها يوتيوب ميوزيك

الخدمة متاحة في 100 دولة: ساموا الأمريكية، الأرجنتين، أروبا، أستراليا، النمسا، البحرين، بيلاروسيا، بلجيكا، بليز، برمودا، بوليفيا، البوسنة والهرسك، البرازيل، جزر فيرجن البريطانية، بلغاريا، كندا، جزر كايمان، تشيلي، كولومبيا، كوستاريكا، كرواتيا، قبرص، جمهورية التشيك، الدنمارك، جمهورية الدومينيكان، إكوادور، مصر، السلفادور، إستونيا، فنلندا، فرنسا، غيانا الفرنسية، بولينيزيا الفرنسية، ألمانيا، اليونان، جوادلوب، غوام، غواتيمالا، هندوراس، هونغ كونغ، المجر، أيسلندا، الهند، إندونيسيا، أيرلندا، إسرائيل، إيطاليا، اليابان، الكويت، لاتفيا، لبنان، ليختنشتاين، ليتوانيا، لوكسمبورغ، ماليزيا، مالطا، المكسيك، هولندا، نيوزيلندا، نيكاراغوا، نيجيريا، مقدونيا الشمالية، جزر ماريانا الشمالية والنرويج وعمان وبنما وبابوا غينيا الجديدة وباراغواي وبيرو والفلبين وبولندا والبرتغال وبورتوريكو وقطر ورومانيا وروسيا ورواندا وساموا والمملكة العربية السعودية وصربيا وسنغافورة وسلوفاكيا وسلوفينيا وجنوب إفريقيا وكوريا الجنوبية واسبانيا والسويد وسويسرا وتايوان وتايلاند وترينيداد وتوباجو وتركيا وجزر تركس وكايكوس وأوكرانيا والإمارات العربية المتحدة والمملكة المتحدة والولايات المتحدة وجزر فيرجن الأمريكية وأوروغواي وفنزويلا 

## وصلات خارجية
- الموقع الرسمي
- يوتيوب ميوزيك على موقع Google Play (الإنجليزية)